# (117156) Altschwendt
(117156) Altschwendt (2004 QV7) – planetoida z pasa głównego asteroid okrążająca Słońce w ciągu 4,25 lat w średniej odległości 2,62 j.a. Odkryta 23 sierpnia 2004 roku.